# Gmina Gorzków
Die Gmina Gorzków ist eine Landgemeinde im Powiat Krasnostawski der Woiwodschaft Lublin in Polen. Ihr Sitz ist das Dorf Gorzków-Osada mit etwa 260 Einwohnern.

## Gliederung
Zur Landgemeinde Gorzków gehören folgende Ortschaften mit einem Schulzenamt:
Antoniówka
Baranica
Bobrowe
Bogusław
Borów
Borów-Kolonia
Borsuk
Chorupnik
Czysta Dębina
Czysta Dębina-Kolonia
Felicjan
Gorzków-Osada
Gorzków-Wieś
Góry
Józefów
Olesin
Orchowiec
Piaski Szlacheckie
Widniówka
Wielkopole
Wielobycz
Wiśniów
Zamostek